# Wolfgang Lesowsky

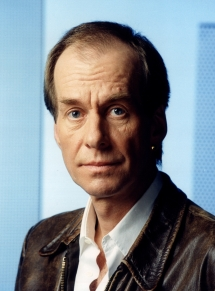
Wolfgang Lesowsky

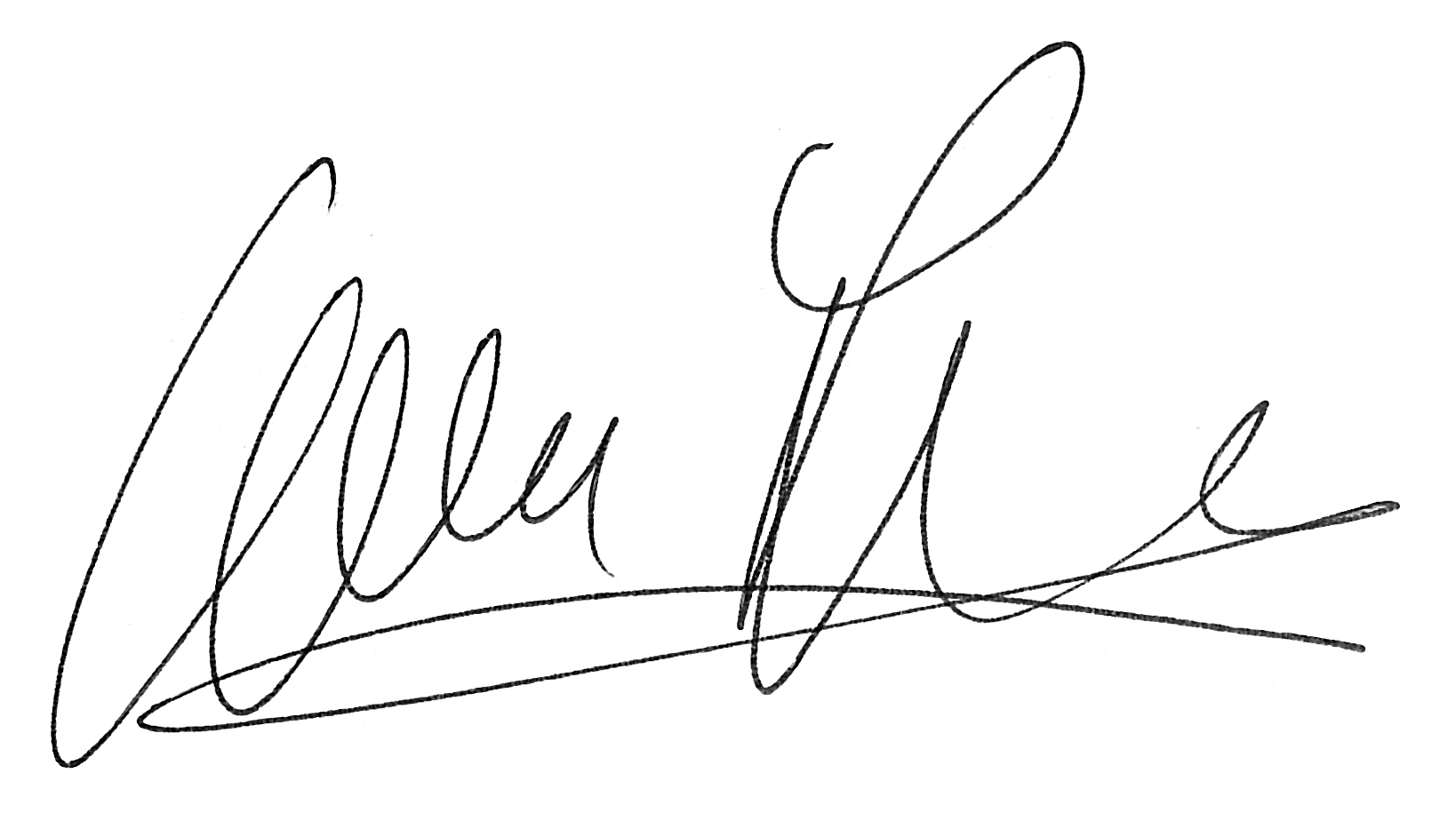
Autogramm

Wolfgang Lesowsky (* 13. Oktober 1942 in Wien; † 13. November 2010 ebenda) war ein österreichischer Film- und Theaterregisseur, Schauspieler und Autor.

## Leben
Wolfgang Lesowsky, Sohn eines Richters, wuchs in Wien auf und erhielt seine Ausbildung von 1958 bis 1961 an der Schauspielschule Krauss. Anschließend war er Regieassistent bei Fritz Kortner, Hans Lietzau und Karl Paryla an den Münchner Kammerspielen. Danach arbeitete er an Wiener Theatern, wo er mit Erich Neuberg zusammentraf und dessen persönlicher Assistent wurde. Erich Neuberg und Karl Paryla bezeichnete Lesowsky später als seine wichtigsten Lehrer.
Ab 1964 war er als Regisseur beim Theater, Film und Fernsehen tätig.
1970 war Lesowsky Gründer, Leiter und Organisator der „Arena 70“ im Rahmen der Wiener Festwochen und der „Arena 70/2“ in Wien. Die „Arena 70“ fand im Museum des 20. Jahrhunderts statt, wo Lesowsky für einige Wochen die damalige Avantgarde aus Literatur, Theater und Musik versammelte, wie H. C. Artmann, Alfred Kolleritsch, Wolfgang Bauer, Gunter Falk, Gerhard Rühm, Andreas Okopenko, Erich Fried, Robert Schindel, Erwin Piplits, Kurt Schwertsik, Otto M. Zykan, Ram Chandra Mistry, die New Yorker Straßentheatergruppe „La Mama“, das Ensemble Kontrapunkte u. v. a. Diese Veranstaltungen waren wegweisend für ähnliche Aktionen, wie die Arena, das open-house beim Steirischen Herbst, die Junge Szene Salzburg und die Randspiele Bregenz.
Lesowsky war 1979 Gründer und langjähriges Vorstandsmitglied des Verbandes der Filmregisseure Österreichs, der später geschlechtsneutral zum Verband Filmregie Österreich umbenannt wurde.
Ab 1980 war er Gastprofessor für Film und Fernsehen an der University of New Mexico, USA. In den Jahren 1980 bis 1982 hatte er einen Lehrauftrag für TV-Regie an der Abteilung Film und Fernsehen der Hochschule für Musik und darstellende Kunst in Wien.
Wolfgang Lesowsky war Mitglied des Österreichischen P.E.N. Clubs, der IG Autorinnen Autoren, des Verbandes Filmregie Österreich, der Gesellschaft bildender Künstler Österreichs und der Wiener Secession.
Er war mit der Künstlerin Corinne Hochwarter verheiratet; die Filmschnittmeisterinnen Sonja Lesowsky-List und Tanja Lesowsky sind seine Töchter, seine Schwiegersöhne der Bildmeister Wolfgang A. Hermann und der Regisseur Niki List (†).

## Auszeichnungen
- 1976: Nominierung für den Großen Österreichischen Staatspreis für Filmkunst
- 1976: Medaille für Verdienste um die Olympischen Winterspiele in Innsbruck
- 1982: UNDA-Preis der Internationalen katholischen Vereinigung für Rundfunk und Fernsehen für das Filmporträt Und da ich gesehen habe – Der Maler und Holzschneider Robert Hammerstiel
- 1984: UNDA-Preis der Internationalen katholischen Vereinigung für Rundfunk und Fernsehen für die TV-Dokumentation Bauen für Gott
- 1995: Lyrik-Preis der BEWAG
- 2010: Österreichisches Ehrenkreuz für Wissenschaft und Kunst I. Klasse (Verleihung posthum)

## Schaffen

### Autor
Theaterstücke
- Die Türken kommen. Theaterstück zusammen mit Reinhard Federmann. Manuskript, Wien 1968.
- Elefantenhochzeit. Ein Stück Theater in 22 Szenen rund um die Pressefreiheit. In Zusammenarbeit mit Günther Nenning; Musik von Georg Kreisler. Sessler Verlag, Wien 1980, ISBN 3-85173-026-7.
- Intensivstation. Theaterstück. Manuskript, Wien 1980/81.
- Lafnitz „Oberschützener Fassung“. Bearbeitung nach Peter Wagner. Manuskript, Wien 1994
- Das Spiel vom Lieben Augustin. Bearbeitung und Neufassung des Theaterstücks von Ulrich Becher und Peter Preses. Sessler Verlag, Wien 1996.
- Standpauke. Ein musikalisches Dramulett. Manuskript, Wien 2009.

Lyrik
- Gedichte. Wortmühle, Literaturblätter aus dem Burgenland. Edition Roetzer, Eisenstadt ca. 1980, ISSN 0250-1570.

Drehbücher
- Die Toten schweigen. Nach Arthur Schnitzler. 1968.
- Die Frau im Fenster. Zusammen mit Herbert Eisenreich. 1974.
- Top secret. Zusammen mit Ernst A. Ekker nach Nelson Bond. 1974.
- Begegnung im Nebel. Nach der gleichnamigen Erzählung von Johannes Mario Simmel. 1975.
- Heanznland – Vom Leben auf dem Lande. 1975.
- Pressefreiheit. Zusammen mit Günther Nenning. 1976.
- Kyselak was here. Nach einer Idee von Karl Merkatz. 1983.
- Sterben werd ich um zu leben – Gustav Mahler. Zusammen mit Herta Blaukopf. 1987.
- Drei Frauen. 1999.

Romane
- Nichts geht mehr. Die Geschichte des Johann Breitwieser. Manuskript, Wien 2010.

Zahlreiche weitere Drehbücher für Spielfilme, Fernsehspiele, Studioadaptionen, Musikproduktionen, Künstlerporträts und Dokumentarfilme.
Kulturpolitische Artikel in Zeitungen und Fachzeitschriften.
Mitarbeit am österreichischen Filmförderungsgesetz.

### Regie

#### Film- und Fernsehregie
Spielfilme
- 1968: Die Toten schweigen. Nach Arthur Schnitzler. Mit: Dany Sigel, Albert Rueprecht, Kurt Sowinetz, Manfred Inger, Steffi Thaller.
- 1974: Die Frau im Fenster. Nach der gleichnamigen Erzählung von Herbert Eisenreich. Mit Kitty Speiser, Heinz Marecek.
- 1975: Heanznland – Vom Leben auf dem Lande. Spielfilm mit Laiendarstellern.
1984: Director’s Cut Heanznland
- 1975: Begegnung im Nebel. Nach der gleichnamigen Erzählung von Johannes Mario Simmel. Mit: Matthias Habich und Albert Rueprecht.
- 1987: Sterben werd ich um zu leben – Gustav Mahler. Mit: Corinne Hochwarter, Erika Mottl, Dana Gillespie, Reinhard Hauser, Fritz Muliar, Peter Uray, Frank Dietrich, Rudi Schippel.

Fernsehspiele und Studioadaptionen
- 1965: Monde und Sonnen. Fernsehfassung des Schauspiels von Robin Hawden. Mit Leonard Steckel, Brigitte Grothum, Gerd Baltus und Bruno Dallansky.
- 1967: Ostwind. Fernsehfassung des Schauspiels von Leo Lehman. Mit Bernhard Wicki und Siegfried Lowitz.
- 1968: Fast ein Poet. Fernsehfassung des Schauspiels von Eugene O’Neill. Mit: Attila Hörbiger, Paula Wessely, Elisabeth Orth, Michael Janisch, Hans Obonya, Hans Thimig.
- 1970: Literatur. Drei Einakter von Arthur Schnitzler. Mit Karlheinz Böhm.
- 1970: Scheibenschießen. Lustspiel von Karl Wittlinger. Mit Hans Thimig, Fritz von Friedl, Raimund Harmstorf.
- 1972: Calcium. Drama von Jan Quackenbush. Aufführung der Wiener Arena 70/2. Mit Hilde Berger, Sissy Blaskovich, Sonja Burian, Bernd Burchhardt, Hagnot Elischka, Rudolf F. Kormout.
- 1973: Mozart-Briefe. Mit Klaus Maria Brandauer.
- 1974: Top secret. Ein Science-Fiction-Fernsehspiel nach Nelson Bond mit Live-Einblendungen. Mit: Peter Weiss, Hans von Borsody, Hans Gratzer, Leon Askin, Corinne Hochwarter.
- 1974: Vorstadtballade von H. C. Artmann. Mit Herwig Seeböck und Tom Krinzinger.
- 1974: Johann Nepomuk Nestroy – Couplets & Monologe. Mit Karl Paryla und Wolfgang Lesowsky.
- 1974: Narrenweisheiten. Lieder und Texte von William Shakespeare. Mit: Kurt Sowinetz und Les Menestrels.
- 1975: Der „unanstaehndige“ Mozart. Mit Maria Schell; Veit Relin; Hans Kraemmer, Adele Haas.
- 1975: Schiller. Mit Klaus Maria Brandauer.
- 1975: Der letzte Brief. Eine Anthologie, von und mit Paul Hoffmann und Vilma Degischer.
- 1976: Apoll von Nichts. Nach Fritz von Herzmanovsky-Orlando. Mit Friedrich Torberg, Klaus Wildbolz, Stephan Paryla, Corinne Hochwarter.
- 1978: Wem geht denn dös nacha was an. Altwiener Volkslieder. Mit Stephan Paryla.

Opernadaptionen
- 1970: Die Lederköpfe. Von Rudolf Weishappel nach dem Drama von Georg Kaiser. Inszenierung: Hans Hartleb. Aufführung des Grazer Opernhauses beim steirischen herbst. Mit Richard Ames, Margarita Kyriaki, Hans Laettgen, Fritz Holzer, Alexander Grill. Grazer Philharmoniker, Leitung: Berislav Klobučar.
- 1971: Oberon. Von Carl Maria von Weber. Wiener Kammeroper.
- 1977: Don Pasquale. Von Gaetano Donizetti. Dirigent: Hector Urbon; Inszenierung: Helge Thoma. Mit Horst Laubenthal, Edita Gruberová, Oskar Czerwenka, Hans Helm, Alois Pernerstorfer. Chor und Orchester der Wiener Staatsoper.
- 1979: Orpheus ex machina. Oper von Iván Eröd. Uraufführung des Grazer Opernhauses beim steirischen herbst.
- 1980: Jesu Hochzeit. Mysterienoper von Lotte Ingrisch und Gottfried von Einem. Uraufführung im Theater an der Wien.
- 1980: Das Medium. Von Gian Carlo Menotti. Aufführung im Schönbrunner Schlosstheater, Wien.
- 1981: Netzwerk. Von Friedrich Cerha. Uraufführung im Theater an der Wien.
- 1981: La fede sacrilega. Von Johann Joseph Fux. Aufführung des Musikfestes Spectaculum in der Wiener Universitätskirche.
- 1981: Der verlorene Sohn. Von Benjamin Britten. Aufführung des Carinthischen Sommers in der Stiftskirche Ossiach.
- 1982: The Rake’s Progress. Von Igor Strawinsky. Aufführung am Landestheater Linz.
- 1982: Der Weg nach Emmaus. Von Thomas Christian David. Uraufführung in der Kirche von Alpbach.
- 1982: Linzer Stahloper. Von Giorgio Battistelli. Uraufführung am Hauptplatz von Linz im Rahmen der Ars Electronica.
- 1987: Sens. Von Mathias Rüegg. Uraufführung der Wiener Festwochen.
- 1988: Klangtheater. Von Thomas Pernes. Uraufführung der Wiener Festwochen.
- 1989: Der wunderbare Mandarin. Von Béla Bartók. Aufführung im Akzenttheater Wien.
- 1990: Don Giovanni. Dirigent: Claudio Abbado, Inszenierung: Luc Bondy, Bühnenbild Erich Wonder. Mit Hans Peter Blochwitz; Carlos Chausson, Ruggero Raimondi, Cheryl Studer, Karita Mattila, Marie McLaughlin, Anatolij Kotscherga, Lucio Gallo, Chor und Orchester der Wiener Staatsoper. Aufführung der Wiener Festwochen im Theater an der Wien.
- 1991: Die Zauberflöte. Von Wolfgang Amadeus Mozart. Dirigent: Matthias Fletzberger, Regie: Olivier Tambosi, Bühnenbild: Friedrich Depalmes. Aufführung der Wiener Festwochen im Jugendstiltheater Wien.
- 1991: Le nozze di Figaro. Von Wolfgang Amadeus Mozart. Aufführung des Music Theatre Works London im Rahmen der Wiener Festwochen.
- 1991: Don Giovanni. Von Wolfgang Amadeus Mozart. Aufführung des Music Theatre Works London im Rahmen der Wiener Festwochen.

Musikproduktionen
- 1972: Festkonzert. Walter Klien und das ORF-Symphonieorchester unter Miltiades Caridis.
- 1972: Musik zum Ansehen. Mit Karl Löbl. Fernsehreihe bis 1973.
- 1976: Kontrapunkt. Mit Oskar Czerwenka. Fernsehreihe bis 1979.
- 1977: Honeyboy Edwards.
- 1982: Austropop. Fernsehshow. Mit Wolfgang Ambros, Georg Danzer, Reinhold Bilgeri, Peter Weibel.
- 1983:  Der Mann von La Mancha. Mit Josef Meinrad, Dagmar Koller.
- 1988: Lenny’s Wien. Leonard Bernstein. Mit Marcel Prawy.
- 1989: Jazz International – Toots Thielemans.
- 1990: Auf den Spuren des Boris Godunow. Mit Marcel Prawy.
- 1990: Robert-Stolz-Gala. Mit Marcel Prawy.
- 1990: Von Fern ein Klang – Anmerkungen zur Neuen Musik.
- 1992: Amerika – Stars and Stripes. Mit Marcel Prawy.
- 1994: Auf den Spuren der Salome. Mit Marcel Prawy.
- 1996: Musik am Mississippi. Mit Marcel Prawy.

Künstlerporträts
- 1969: Wolf Biermann.
- 1969: Von Wien nach Oshogbo. Die Odyssee einer Künstlerin – Susanne Wenger.
- 1969: Gerhard Rühm.
- 1969: Hermann Serient.
- 1969: Heinz Leinfellner.
- 1970: Erich Brauer.
- 1970: Wie lebt der Bauer – Wolfgang Bauer in Berlin.
- 1970: Kurt Schwertsik.
- 1970: Wir sind Lockvögel Baby – Elfriede Jelinek.
- 1971: Marc Adrian.
- 1971: Die Welt des Erich Brauer.
- 1971: Georg Eisler. Mit Ernst Fischer.
- 1972: Das Theater ist ein Ausweg – Paul Hoffmann wird siebzig.
- 1973: In memoriam Günter Eich. Mit Heinrich Böll, Max Frisch, Günter Grass, Peter Handke, Uwe Johnson, Marie Luise Kaschnitz und Jörg Steiner.
- 1973: Arik Brauer.
- 1974: Adam – Der Maler Rudolf Hausner.
- 1976: Ephraim Kishon. Mit Arik Brauer, Friedrich Torberg, Dietmar Grieser.
- 1977: Hans Weigel. Mit Hans Weigel, Johanna Matz, Hans Hollmann, Hermann Friedl, Elfriede Ott und Wolfgang Kudrnofsky.
- 1978: Mir fällt nichts ein, mir fällt was auf – Porträt Alfred Hrdlicka. Mit Bruno Kreisky, Günther Nenning, Franco Basaglia, Wolf Jobst Siedler, Manfred Rommel.
- 1978: Spurensicherung. Der Maler Georg Eisler. Mit Eric Hobsbawm, John Willett, Erwin Ringel, Hilde Spiel.
- 1979: Das Ungeheure begreift nie der Sichre. Der Maler Werner Berg. Mit Werner Berg, Kristian Sotriffer, Erich Kuby.
- 1980: Ein Narr gibt Antwort. Georg Kreisler. Mit Barbara Peters
- 1980: Der Erfolgreiche. Gottfried von Einem. Mit Karl Löbl.
- 1981: Kopflos. Nekrolog auf Cornelius Kolig. Mit Cornelius Kolig, Dieter Ronte, Wolfgang Lesowsky.
- 1982: Und da ich gesehen habe. Der Maler und Holzschneider Robert Hammerstiel.
- 1982: Drei Künstler aus Oberösterreich. Hans Hoffmann-Ybbs, Hannes Haslecker, Erwin Reiter.
- 1982: Hermann Serient.
- 1982: Ferry Radax – Ein Leben zu Lebzeiten.
- 1983: Drei Künstler aus Kärnten. Giselbert Hoke, Alois Brandstätter, Cornelius Kolig.
- 1983: Drei Künstler aus Burgenland. Hermann Serient, Rudolf Kedl, Erol Denec.
- 1983: An die Wand des Endlichen stoßend. Der Maler Rudolf Wacker und die Jahre 1914–1938. Musik: Django Reinhardt, Sprecher: Karl Paryla.
- 1983: Drei Künstler aus Steiermark. Rudolf Pointner, Hannes Schwarz, Othmar Krenn.
- 1983: Drei Künstler aus Niederösterreich. Maria Biljan-Bilger, Hans Fronius, Karl Korab.
- 1983: Passanten. Der Bildhauer Herbert Traub.
- 1984: Drei Künstler aus Vorarlberg. Walter Khüny, Herbert Albrecht, Hubert Berchtold.
- 1984: Drei Künstler aus Salzburg. Josef Zenzmaier, Rudolf Hradil, Herwig Bayerl.
- 1985: Nicht nur ein Komödiant – Karl Paryla.
- 1985: Ein Dichter gegen Macht und Tod – Elias Canetti. Mitarbeit: Krista Hauser.
- 1985: Die trauernden Götter leiden an der Unsterblichkeit. Susanne Wenger in Oshogbo.
- 1988: Wie die Macht schmeckt. Ladislav Mňačko im Gespräch.
- 1989: Ein schwerer Fall von Optimismus. Kurt Schwertsik – Musikant und Tonsetzer.
- 1992: Ein Architekt aus Wien – Gustav Peichl.
- 1993: Leonard Bernstein.
- 2001: An den Ufern eines heiligen Flusses in Afrika. Susanne Wenger.
- 2004: Susanne Wenger. Das Gesamtkunstwerk.
- 2008: Zwischen Welten – Die Künstlerin Corinne Hochwarter.

Dokumentationen
- 1965: Das Haus am Weghuberpark – 75 Jahre Wiener Volkstheater.
- 1968: Rhythmus und Politik – Propaganda im „Dritten Reich“. Mit Verhaltensforscher Otto Koenig.
- 1968: Das moderne literarische Chanson. Mit Ursula Herking. Wolfgang Büttner, Wolf Biermann, Helmut Qualtinger.
- 1969: Die Vermissten.
- 1969: Österreichische Bundesbahnen. Musik: Werner Pirchner, Schnitt: Robert Dornhelm.
- 1969: Unsere Nachbarn im All. Mit Heinz Haber
- 1970: Arena 70/I – Modell für ein open house.
- 1970: Bundestheaterreform.
- 1970: Salzburg für Jedermann. Die Salzburger Festspiele. Mit Karl Löbl.
- 1971: Jedermann für Salzburg. Mit Karl Löbl.
- 1971: Fest der Tausend – Die Wiener Festwochen. Mit Karl Löbl.
- 1971: Internationales Musikforum Ossiacher See. Mit Friedrich Gulda, Joe Zawinul und Weather Report.
- 1971: Straßentheater.
- 1972: Die Angst des Tormanns beim Elfmeter. Film über die gleichnamige Verfilmung einer Peter-Handke-Erzählung.
- 1972: Arena 70/II – Modell für ein open house.
- 1972: Gibt es eine Theaterkrise? Deutschsprachiges Theater.
- 1972: Die anachronistische Revolution – 75 Jahre Wiener Secession.
- 1972: Porsche in Beton. Gottfried Bechtold und sein Betonporsche.
- 1972: ... und mir wean nimma sein. Interpreten der österreichischen Volksmusik.
- 1972: Jesus in schlechter Gesellschaft. Mit Adolf Holl.
- 1972: Musik im Ghetto? IGNM-Weltmusikfest beim steirischen herbst. Kamera: Xaver Schwarzenberger. Mit Witold Lutosławski, György Ligeti, Friedrich Cerha, Emil Breisach, Vinko Globokar.
- 1973: vom armen b. b. – Bertolt Brecht und Österreich. Mit Max Frisch, Gottfried von Einem, Klaus Völker, Harry Buckwitz, Fritz Wotruba, Friedrich Torberg, Hans Weigel.
- 1973: Viktor Matejka.
- 1973: Maria von Doderer – Notizen.
- 1973: Zum Beispiel: open-house. Filmdokumentation über ein von Lesowsky programmiertes und geleitetes open-house im Museum des 20. Jahrhunderts. Mit Robert Jungk, Fred Sinowatz, Kurt Schwertsik, Otto M. Zykan.
- 1973: Internationales Musikforum Viktring. Mit Dollar Brand (=Abdullah Ibrahim).
- 1973: Soll und Haben in der Kunst. Mit Karl Löbl.
- 1974: Fahrendes Volk. Jaroslav Hašek.
- 1976: Wer war Jura Soyfer. Mit Corinne Hochwarter, Ernst Meister, Stephan Paryla, Leon Askin.
- 1976: En Hod – Ein israelisches Künstlerdorf.
- 1977: Frau und Film. Wandlungen des Frauenbildes im Film. Filmausschnitte mit Asta Nielsen, Mae West, Marlene Dietrich, Greta Garbo, Marilyn Monroe, Brigitte Bardot.
- 1977: Hrdlicka in Carrara.
- 1977: Tendenzen moderner Plastik. Mit Herbert Bayer, Max Bill, Bernhard Luginbühl.
- 1977: Sechs Architekten vom Schillerplatz. Filmdokumentation über Gustav Peichl, Johann Georg Gsteu, Hans Hollein, Wilhelm Holzbauer, Josef Lackner und Johannes Spalt.
- 1978: Tor zur Hölle. Ein Film über den Wiener Prater. Mit Hubert Aratym, Alfred Hrdlicka und Cornelius Kolig.
- 1980: Der trügerische Schein. Die österreichische Drogenszene. Mit Erwin Ringel, Jimi Hendrix und Georg Danzer.
- 1980: Von Wien nach Hollywood. Über Österreicher im amerikanischen Kinofilm. Mit Paul Henreid, Leon Askin, Carl Esmond, Maria Perschy, Henry Koster, Robert Dornhelm, Helmut Dantine, Paul und Walter Kohner, Herbert G. Luft und Harry Horner.
- 1981: Dialektik zwischen Leben und Tod. Porträt Erwin Ringel. Mit Georg Kreisler.
- 1981: Arnold Schönberg als Maler. Mit Georg Eisler.
- 1981: Textilkunst Linz. Mit Fritz Riedl, Edda Seidl-Reiter, Corinne Hochwarter.
- 1981: Sterben und Tod in der Musik. Mit Erwin Ringel.
- 1982: Masken der Commedia dell’arte.
- 1982: Tanz 82. Eine filmische Bestandsaufnahme des zeitgenössischen Tanztheaters. Mit Rudolf Nurejew. Sprecherin: Christine Ostermayer.
- 1982: Über Leben. Fünf Lieder von Erika Pluhar.
- 1982: Indische Tänze.
- 1983: Bolschoi-Ballett in Wien.
- 1983/84: Die Stimmen von Marrakesch. Bilder einer Reise nach den gleichnamigen Aufzeichnungen von Elias Canetti.
- 1984: Bauen für Gott. Zeitgenössischer Kirchenbau.
- 1984: Die hohe Kunst des Puppenspiels.
- 1984: Tanz 84.
- 1984: Alles ist machbar. Friedhöfe unserer technischen Zivilisation.
- 1985: Gustav Mahler-Special. Mit Leonard Bernstein.
- 1986: Der Mythos des Herkules. Geschichten über die Kraft.
- 1986: Die Masken von San Marco. Der Karneval von Venedig.
- 1988: Die Kunst des Glasmachers Jindra Beranek.
- 1989: Liligomera. Wie die Utopie des Otto Muehl auf einer spanischen Insel Realität wurde. Mitarbeit: Günther Unger.
- 1989: Mit uns das Volk. Arbeiterlieder. Liedpräsentation: Die Schmetterlinge.
- 1991: Tunesienreise. Auf den Spuren von Paul Klee, August Macke und Louis Moilliet.
- 1991: Ein Garten für das Volk – Der Wiener Prater. Musik: Hans Kann. Mit Gerhard Swoboda.
- 1991: Reise durch ein unbekanntes Land. Kultur-Landschaft Slowakei. Mit Ladislav Mňačko.
- 1994: Egon Schiele – Leben und Werk. Präsentiert von Serge Sabarsky.
- 1994: 125 Jahre Wiener Staatsoper. Präsentiert von Marcel Prawy.
- 1998: Egon Schiele – Die Sammlung Leopold
- 1999: Sahara Festival Douz. Tunesien.
- 1999: Jüdisch-arabische Lieder. Mit Jacoub B’chiri, Kantor der Synagoge La Ghriba, Djerba.
- 2001: La Ghriba – Die Wundertätige. Eine jüdische Gemeinde inmitten des Islam.
- 2005: Mosaik der Sinne – 3000 Jahre Tunesien

Sonstige Arbeiten für das Fernsehen
- 1967: Feier für die Jugend Österreichs – Großes Festspielhaus Salzburg.
- 1967: Nachtstudio. Mit Wolfgang Kudrnofsky. Fernsehreihe bis 1969.
- 1967: Der literarische Salon. Mit Herbert Eisenreich. Fernsehreihe bis 1969.
- 1968: Forumgespräch mit Günther Nenning. Fernsehreihe bis 1971.
- 1968: Nationalfeiertag 1968 – Wiener Stadthalle.
- 1969: Ein Gedicht aus 3 Perspektiven – Ingeborg Bachmann. Experimentalfilm mit Corinne Hochwarter und Ben Nathan.
- 1969: Welt des Buches. Mit Wolfgang Kraus.
- 1972: Fernsehen. Gemeinsam mit Gottfried Bechtold. Experimentalfilm zur Documenta 5 in Kassel.
- 1976: Abschlussfeier der XII. Olympischen Winterspiele. Innsbruck.
- 1977: Telemuseum. 50 Folgen. Mit Walter Koschatzky. Fernsehreihe bis 1979.
- 1981: Café Central. Mit Ernst Wolfram Marboe. Fernsehreihe bis 1991.
- 1990: Maecenas-Gala. Jugendstiltheater Wien.
- 1993: Maecenas-Gala. Technisches Museum Wien.

Zahlreiche Übertragungen von Aufführungen österreichischer Theaterproduktionen
Sportübertragungen

#### Hörfunkregie
- 1970: Ein Mensch ohne Reue und Gewissen. Von Robert Schindel.
- 1972: Vierzehnhunderteinunddreißig. Von Wolfgang Bauer. Musik: Werner Pirchner.
- 1976: Das politische Lied.
- 1977: Nun regnet’s rote Tränen. Jura Soyfer.
- 1979: Vom schwarzen Wein – Theodor Kramer.
- 1994: Voll Hunger und voll Brot ist diese Erde – Jura Soyfer.
- 1998: An die Nachgeborenen – Bertolt Brecht und Hanns Eisler.
- 1998: Lieder nach der Sperrstund – Das freche Wienerlied.
- 2000: Gespräche zweier Herren am rauschenden Meer. Mit Peter Baumann und Wolfgang Lesowsky.

#### Theaterinszenierungen
- 1964: Don Juan kommt aus dem Krieg. Von Ödön von Horváth. Ateliertheater Wien
- 1967: Das Luftschloß des Herrn Wuschelkopf. Von Georg Kövary. Musik: Norbert Pawlicki, Kostüme: Birgit Hutter. Theater an der Wien, Uraufführung.
- 1968: Die Türken kommen. Von Reinhard Federmann und Wolfgang Lesowsky. Mit Wolfgang Gasser. Theater an der Wien, Uraufführung.
- 1969: Fast ein Hamlet. Von Klaus Mazohl. Ausstattung: Jörg Neumann und Bernd Müller. Mit Klaus Maria Brandauer. Theater in der Josefstadt, Wien, Uraufführung.
- 1969: Schneeweißchen und Rosenrot. Nach den Gebrüdern Grimm. Ausstattung: Jörg Neumann und Bernd Müller. Musik: Werner Pirchner. Theater der Jugend, Wien.
- 1970: Kiste, Worte des Vorsitzenden Mao Tse-tung, Kiste. Von Edward Albee. Ausstattung: Jörg Neumann und Bernd Müller. Musik: Kurt Schwertsik. Mit Erika Pluhar, Corinne Hochwarter, Eva Pilz, Bernd Burchhardt. Arena 70 im Rahmen der Wiener Festwochen, Museum des 20. Jahrhunderts, österreichische Erstaufführung.
- 1970: Mascha, Mischa, Mai. Von Paul Pörtner. Ausstattung: Jörg Neumann und Bernd Müller. Musik: Werner Pirchner. Mit Corinne Hochwarter. Theater der Jugend, Wien, österreichische Erstaufführung.
- 1970: Der Zentaur. Von Georg Kaiser. Ausstattung: Jörg Neumann und Bernd Müller. Mit Corinne Hochwarter, Heinz Petters. Volkstheater Wien.
- 1972: Romeo und Julia 80. Von Winfried Bruckner. Musik: Werner Pirchner. Mit Corinne Hochwarter, Katharina Galseczy (=Karin Brandauer), Peter Gruber, Ernst Hausknost, Harry Fuss. Österreichischer Gewerkschaftsbund, Wien, Uraufführung.
- 1973: Die Wollust der Anständigkeit. Von Luigi Pirandello. Bühnenbild: Jörg Neumann und Bernd Müller. Kostüme: Birgit Hutter. Mit: Wolfgang Lesowsky, Anton Duschek, Ferdinand Kaup, Corinne Hochwarter. Aufführung im Rahmen der Wiener Festwochen.
- 1974: Stimme der Stummen. Amnesty International. Mit Klaus Maria Brandauer, Ulla Jacobsson, Hilde Krahl, Elisabeth Orth, Karl Paryla, Erika Pluhar, Walther Reyer und Peter Vogel. Wiener Konzerthaus.
- 1981: Elefantenhochzeit. Von Wolfgang Lesowsky in Zusammenarbeit mit Günther Nenning. Musik: Georg Kreisler, Bühne: Jörg Kossdorf, Kostüme: Hanna Wartenegg. Mit: Peter Uray, Otto David, Gerard Balluch, Petra Fahrnländer, Fritz Holzer, Schauspielhaus Graz, Uraufführung.
- 1994: Lafnitz „Oberschützener Fassung“. Bearbeitung nach Peter Wagner. Kostüme: Corinne Hochwarter, Musik: Kurt Schwertsik. Mit Maria Perschy, Stephan Paryla, Klaus Haberl und Ferdinand Kaup. Burgenländische Kulturzentren.
- 1996: Das Spiel vom Lieben Augustin. Von Ulrich Becher und Peter Preses. Bühne: Jörg Neumann, Kostüme: Corinne Hochwarter, Musik: Wolfgang Ambros und Robert Stolz. Mit Wolfgang Ambros, Herwig Seeböck, Sabine Muhar, Ida Krottendorf, Erna Korhel. Ronacher, Wien.

### Schauspieler
Theater

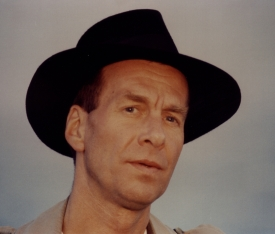
Der Schauspieler

- 1961: Trommeln und Disteln. Buch und Inszenierung: Conny Hannes Meyer. Die Komödianten, Theater am Börseplatz Wien.
- 1961: O all Gebein verbleichet. Buch und Inszenierung: Conny Hannes Meyer. Die Komödianten, Theater am Börseplatz Wien.
- 1962: Die Abrechnung. Buch und Inszenierung: Conny Hannes Meyer. Messepalast Wien.
- 1962: Die Pompfüneberer. Buch und Inszenierung: Conny Hannes Meyer. Rolle: Hügli Ruhsam Sauseschritt. Neues Theater am Kärntnertor, Wien.
- 1964: Der böse Geist Lumpazivagabundus. Von Johann Nestroy. Inszenierung: Karl Paryla. Rolle: Ein Wachthabender. Kammerspiele München.
- 1965: Die Ballade von Peckham Rye. Von Muriel Spark. Inszenierung: Jan Biczycki. Europastudio der Salzburger Festspiele.
- 1966: Das russische Dreieck. Von Françoise Sagan. Inszenierung: Florian Lepuschitz. Rolle: Wladislaw. Theater im Palais Erzherzog Carl, Wien.
- 1967: Der Schandfleck. Von Ludwig Anzengruber. Rolle: Sohn. Renaissancetheater, Wien.
- 1968: Der Kobold oder Staberl im Feendienst. Von Johann Nestroy. Inszenierung: Karl Paryla. Theater an der Wien.
- 1968: Schwarzer Orpheus – Moderne Negerlyrik. Von und mit Wolfgang Lesowsky. Theater im Palais Erzherzog Carl, Wien.
- 1973: Die Wollust der Anständigkeit. Von Luigi Pirandello. Inszenierung: Wolfgang Lesowsky. Rolle: Baldovino. Wiener Festwochen.
- 1974: Die zwölf Geschworenen. Von Reginald Rose. Inszenierung: Helmut Kutscher. Rolle: Nr. 12 (Werbemann). Theater in der Josefstadt, Wien

Kino
- 1969: Die Spirale. Produktion: ÖGB.
- 1979: Steiner – Das Eiserne Kreuz II. Regie: Andrew V. McLaglen. Rolle: Major Kreitz.
- 1981: Egon Schiele – Exzesse. Regie: Herbert Vesely. Mit Mathieu Carrière, Jane Birkin, Christine Kaufmann, Marcel Ophüls, Robert Dietl, Dany Mann, Guido Wieland, Angelika Hauff, Herbert Fux. Rolle: Arthur Roessler.
- 1981: Die totale Familie. Adaption des Romans Die Merowinger oder Die totale Familie von Heimito von Doderer. Regie: Ernst Schmidt jr. Rolle: Rechtsanwalt.
- 1997: Das Siegel. Regie: Xaver Schwarzenberger. Mit Erwin Steinhauer. Rolle: Reiter.

Fernsehen
- 1968: Der Befehl. Regie: Edwin Zbonek.
- 1969: Traumnovelle von Arthur Schnitzler. Regie: Wolfgang Glück. Mit Karlheinz Böhm, Helga Papouschek, Erika Pluhar, Dolores Schmidinger, Kurt Sowinetz Rolle: Doktor Roediger.
- 1972: Libussa von Franz Grillparzer. Regie: Karl Paryla. Mit: Elisabeth Orth, Elisabeth Epp, Eva Zilcher, Edd Stavjanik, Kurt Jaggberg. Rolle: Bauer.
- 1974: Johann Nepomuk Nestroy – Couplets & Monologe. Zusammen mit Karl Paryla.
- 1974: Tatort: Mord im Ministerium Rolle: Oberinspektor Gareis.
- 1974: Jura Soyfer. Diverse Rollen.
- 1978: Holocaust – Die Geschichte der Familie Weiss. Regie: Marvin J. Chomsky. Rolle: SS-Mann Engelmann.
- 1980: Attentat in Gastein. Regie: Ferry Radax. Rolle: Paul (Staatsanwalt).
- 1980: Maria Theresia. Regie: Axel Corti. Rolle: Graf Podewils.
- 1981: Egon Schiele. Regie: John Goldschmidt. Mit Felix Mitterer. Rolle: Arthur Roessler
- 1981: Wie Mond über Feuer und Blut. Regie: Axel Corti.
- 1983: Atemnot. Von Peter Turrini. Regie: Käthe Kratz. Rolle: Dealer.
- 1983/84: Die Stimmen von Marrakesch. Nach Elias Canetti. Rolle: Erzähler.
- 1992: Gute Zeiten, schlechte Zeiten. Fernsehserie. Rolle: Wolfgang in der Sister-Redaktion.
- 1994: Lieben wie gedruckt. Regie: Anton Reizenstein. Rolle: Dramaturg Schwingenschlögel.
- 1995: Ein Mann in der Krise. Regie: Xaver Schwarzenberger. Rolle: Sekretär des Ministers.
- 1998: Kaisermühlen Blues: Das Amulett. Rolle: Agent.
- 2003: Brüder II. Regie: Wolfgang Murnberger. Mit Wolfgang Böck, Erwin Steinhauer, Andreas Vitásek. Rolle: Regisseur.

Soloabende
- An die Nachgeborenen. Eine Collage über Leben, Werk und Zusammenarbeit von Bertolt Brecht und Hanns Eisler.
- Weltuntergang oder Die Welt steht auf kein’ Fall mehr lang. Ein literarischer Streifzug durch die österreichische Literatur.
- Karl Kraus: „Ich bin der Vogel, den sein Nest beschmutzt“. Aphorismen. Szenen aus der Tragödie Die letzten Tage der Menschheit.
- Wolfgang Amadeus Mozart – Wahres & Erdachtes.
- Max Frisch – Halten Sie sich für einen guten Freund?

## Sonstiges
1960 gründete Lesowsky mit Werner Christen den „Wirklichen Jass Club Wien“ zur Pflege des traditionellen Jazz, dem er bis zu seinem Tod als Präsident vorstand.
Tonträger (Regie, Aufnahme- und Produktionsleitung)
- 1974 Johann Nepomuk Nestroy. Couplets und Monologe. Mit Karl Paryla. Klavierbegleitung: Hans Kann.
- 1976: Scholem Alejchem. Ich bin kein Rothschild. Mit Mario Kranz.
- 1981: Elefantenhochzeit. Bühnenmusik von Georg Kreisler. Mit Armin J. Schallock und Walter Kohls. Grazer Symphonisches Orchester, Leitung: Georg Kreisler.
- 1992: Soundso Knock on Hollywood. Mit Werner Puntigam, Peter Androsch, Andreas G. Luger.
- 2001: Johann Nestroy – Das is a verruckte Idee. Couplets und Monologe. Mit Karl Paryla. Klavierbegleitung: Hans Kann.

## Zitate
- „Hier nun erleben wir das Erstaunliche: Wolfgang Lesowsky findet für jedes seiner Themen den adäquaten filmischen Ausdruck, ‚verdichtet‘ es im wahrsten Sinn des Wortes zu optischer Poesie. Was Wolfgang Lesowsky mit seinem Werk zu bieten hat, ist somit mit einem Wort zu umschreiben: Filmkunst.“ Helmut Zilk[2]
- „Wolfgang Lesowsky ist einer von denen – ja, wenn ich überlege, kenne ich keinen Besseren seinesgleichen … – einer von jenen, sie sind immer, noch immer jung, sie haben noch viel vor sich, aber sie gehören zur Sorte der – wie soll man sie anders nennen – der echten Künstler. Mein Freund ist ‚begnadet mit dem Glück der Persönlichkeit’.“ Karl Paryla[3]
- „Wer Lesowskys Filme über bildende Kunst und Künstler kennengelernt hat, wird überrascht von der ‚Lesbarkeit’ seiner Bilder. Sie rührt daher, daß er das Tempo der Bildfolgen und Bildwechsel (nehmt alles nur in allem!) auf das menschliche Maß zurückführt. Ich glaube nicht, daß er dies in pädagogischer Absicht tut (denn seine Absicht ist immer eine künstlerische), aber es scheint mir, daß er uns zum Sehen, ja zum aktiven Schauen erzieht.“ Kurt Blaukopf[4]
- „Zu erst einmal ist er in sich selbst ein ‚pluralistisches Wesen‘, d. h. immer um Selbstentdeckung bemüht und darum bereit, die verschiedensten Strebungen und Regungen, die wie in allen anderen, so auch in ihm selbst sind, zuzulassen. So ist er das Gegenteil einer linearen Existenz, im Sinne Friedrich Heers, und immer bereit, wenn er an ein Thema herangeht, verschiedene Gesichtspunkte zuzulassen und nicht einseitig zu sein. […] Lesowsky kann aber auch als enorm politischer Mensch bezeichnet werden. Trotz aller Politikverdrossenheit, die heute, angesichts der schrecklichen Fehler der Politiker, immer mehr zunimmt, fühlt er sich um eine positive Entwicklung unserer Demokratie bemüht. Daß er dabei auch die entsprechende Zivilcourage aufbringt, vor Königsthronen nicht zu zitterb, hat er am eindrucksvollsten durch sein Stück ‚Elefantenhochzeit‘ bewiesen.“ Erwin Ringel[5]
- „Jetzt endlich hatte ich Gelegenheit, mir die Aufzeichnung von Begegnung im Nebel anzusehen, […]. Ich bin begeistert! […] Sie haben da eine wunderbare Sache gemacht. Danke.“ Johannes Mario Simmel[6]
- „Er war der Autor, der Gestalter, der Sprecher neuer Filme, er spielte in Filmen seiner Kollegen und setzte vor allem mit seinem unverkennbaren Timbre in der Stimme wesentliche schauspielerische Akzente, er schrieb Bühnenstücke, organisierte Kultur, setzte sich in Fachgremien für die Filmkultur in Österreich ein, lehrte in Wien und in den USA […] was er macht, das macht er mit ungeheurem Engagement, was dabei herauskam war immer ernst zu nehmen und von tiefer Überzeugung getragen.“ Walter Fritz[7]
- „Wolfgang Lesowsky ist schwierig, unbequem und hartnäckig. Das macht ihn mancherorts unbeliebt, sogar verdächtig. Schwierig ist er, weil kein Anpasser. Unbequem, weil nur unter Zwang zu Kompromissen bereit. Hartnäckig, weil stets um Durchsetzung seiner Ideen bemüht. Wolfgang Lesowsky hat Fernsehgeschichte mitgemacht, die Entwicklung eines Mediums tätig erlebt. Er hat dabei nie die jeweils gängige Mode geteilt, sondern immer versucht, seinem persönlichen Stil zu folgen.“ Karl Löbl[8]
- „Wolfgang Lesowsky, dessen filmische Arbeiten über Aspekte der bildenden Kunst ich bis ins Detail kenne, ist einer der ganz wenigen professionellen Filmschaffenden, die versuchen, neben aller biografischer Würdigung auch die Eigengesetzlichkeit eines Kunstwerkes in die Filmsprache umzusetzen.“ Manfred Wagner[9]
- „Das Burgtheater könnte mit diesem Film allerhand anfangen. Der Weg von der trockenen Werkstatt zum saftigen Spiel wird pausenlos, fugenlos universell. Ambiente und Kern verschmelzen erst mit filmischen Mitteln und auf Grund der Filmregie zu voller Ansicht und zur tieferen Einsicht. Die Filmkunst im Dienst und als Intensivierung anderer Künste!“ Viktor Matejka[9]